# Vogliamoci bene!
Vogliamoci bene! («¡Amémonos unos a otros!» en italiano) es una película de comedia italiana de 1950 dirigida por Paolo William Tamburella y protagonizada por Nando Bruno, Lauro Gazzolo y Peppino Spadaro.
Los decorados de la película fueron diseñados por Arrigo Equini.

## Argumento
Estalla una disputa en una pequeña ciudad sobre las reparaciones planificadas para el reloj histórico. 

## Reparto
- Nando Bruno como Parboni.
- Lauro Gazzolo como Guerrieri.
- Antonio Nicotra como jefe de policía (como Antonino Nicotera).
- Peppino Spadaro como Don Paolo.
- Arturo Bragaglia como alcalde.
- Paolo Stoppa como Rocchetti.
- Patrizia Mangano como Luisa.
- Gemma Bolognesi
- Margherita Bossi como la Sra. Contonieri.
- Agostino Carucci como Francesco.
- Marga Cella como la Sra. Guerrieri.
- Bruno Corelli
- Alfred De Leo como Gino Maruchelli.
- Carlo Delle Piane como Vincenzo.
- Attilio Dottesio como Mario.
- Vittoria Febbi
- Aristide Garbini como Bruno.
- Leda Gloria como Rosa.
- Zoe Incrocci como Concettina.
- Renato Malavasi como líder de banda.
- Nino Marchetti como Giulio.
- Mario Mazza como De Mori.
- Renato Micali como subjefe.
- John Pasetti como Alfred.
- Arturo Pasquali como Silvestri.
- Amina Pirani Maggi
- Franco Solva como Alfredo.
- Pietro Tordi como Fausto.